# Sierra de los Pinos (Cortes de la Frontera)
La Sierra de los Pinos (lugar también conocido como Pico del Pino, Pico Pino y otras variaciones similares) es una montaña situada en el municipio de Cortes de la Frontera, en la provincia de Málaga. Es una subsierra perteneciente al Parque natural de la Sierra de Grazalema, parte de las Cordilleras Béticas.
La máxima altitud del mazizo montañoso se encuentra a 1395 m s. n. m., y está señalada con un vértice geodésico construido en el año 1973.
Forma parte del circo geológico de la Sierra de Líbar.

## Historia y toponimia
El nombre proviene de un antiguo pinsapar, ahora inexistente, que poblaba sus laderas. Esta sierra era transitada durante los tiempos de la II República Española por contrabandistas y mochileros, que usaban sendas poco accesibles para mover mercancías ilegales sin ser detectados.